# Бельговский, Иван Васильевич
Иван Васильевич Бельговский (13 сентября 1870. с. Седаковка, Полтавского уезда Полтавской губернии — 1968) — российский учёный-ветеринар, доктор агрономии. Первый в России доктор зоотехнических наук.

## Биография
Сын священника. В 1892 г. окончил Полтавскую духовную семинарию. Поступил в  Харьковский ветеринарный институт, который со степенью ветеринарного врача закончил в 1897 г. Продолжил учёбу в Новоалександрийском институте сельского хозяйства и лесоводства. Получил степень учёного агронома 1-го разряда (в 1901 г.).
С ноября 1901 г. работал помощником заведующего опытной фермой Ново-Александрийского института. 
С 1902 г. — преподаватель ветеринарии политехнического института в Киеве.
В 1903 г. отправлен с научною целью в заграничную командировку.
В 1904 г. в киевском университете святого Владимира получил степень магистра.
Кроме того, в октябре 1907 г. защитил магистерскую диссертации по агрономии на физико-математическом факультете Университета Св. Владимира.
В 1908 г. избран приват-доцентом Университета Св. Владимира на кафедре агрономии. В 1909 г. как сотрудник Киевского политехнического института командирован на время летних каникул за границу с научною целью.
В 1912 г. отправлен в научную командировку на Кавказ для исследования местного овцеводства.
В апреле 1913 г. удостоен учёной степени доктора агрономии Университета Св. Владимира в Киеве.
В 1922-1948 заведующий кафедры общей ветеринарии в Харьковском сельскохозяйственном институте, затем профессор той же кафедры. Доктор сельскохозяйственных наук (1940, без защиты диссертации).
С 1960 г. на пенсии.
Автор целого ряда научных работ, основные из которых:
- К вопросу о влиянии углеводов на интенсивность гниения белковых веществ в кишках. Записки Новоалександрийского института сельского хозяйства и лесоводства. 1902 г.
- К вопросу о влиянии селезёнки на усвоение азота. Там же, 1902 г. вып. 2.
- Низкорослые лошади Новой Александрии и её окрестностей — работа удостоена Советом Института золотой медали. Там же, 1902 г.
- Ветеринария в сельском хозяйстве. Известия Киевского политехнического института. 1903 г.
- К учению о пищеварительной деятельности поджелудочной железы. Там же, 1907 г.
- Роль животноводства в сельском хозяйстве. Известия Университета Св. Владимира, 1908 г.
- К вопросу об акклиматизации горных пород крупного рогатого скота в местностях низменного характера. Там же, 1909 г.
- Предварительные данные по качественно-экономическому исследованию крупного рогатого скота в Лохвицком уезде. Полтава, 1911 г.
- Материалы к учению о сычужном пищеварении у жвачных. Известия Киевского политехнического института. 1912 г.